# Окушки
Оку́шки (бел. Аку́шкі) — деревня в Горецком районе Могилевской области Республики Беларусь. Входит в состав Горского сельсовета.
В 2002-2013 годах входила в состав Ходоровского сельсовета.

## Население
- 1999 год — 26 человек
- 2010 год — 25 человек